# 크리미널 마인드
크리미널 마인드(Criminal Minds)는 2005년 9월 22일부터 2020년 2월 19일까지 미국 CBS을 통해 방영된 미국의 범죄 수사물이다.
연쇄살인범을 잡는 미 연방 수사국(F.B.I) 행동분석팀(Behavior Analysis Unit)의 프로파일러들의 이야기를 다루고 있다.
전 세계 최초로 대한민국에서 리메이크 했는데 2017년 7월 26일부터 2017년 9월 28일까지 tvN에서 방영되었다.
원래 2020년 2월 19일 15번째 시즌을 끝으로 막을 내렸지만, 2022년 11월 이름을 크리미널 마인드 에볼루션(Criminal Minds: Evolution)으로 바꾸고 16번째 시즌으로 다시 부활했다. 2024년 6월 5일, 18번째 시즌 제작이 발표됐다.

## 등장인물

### 최종 배역
- 에밀리 프렌티스(Emily Prentiss, 배우 패짓 브루스터) : 엘이 팀을 떠난 이후 본인이 희망해 행동분석팀(Behavior Analysis Unit)에 합류하게 되었다. 주로 모건과 함께 현장요원으로 활동하며, 고위 외교관의 딸로 아랍어 등 여러 언어에 능통하다. 청소년 시절 부모님의 잦은 발령으로 인한 상처로 임신을 했던 아픈 기억이 있다.
- 닥터 스펜서 리드 (Dr. Spencer Reid, 배우 매튜 그레이 구블러) : IQ 187의 지능의 소유자이며 뛰어난 직관적 기억력을 가지고 있다. 수학, 화학, 공학 박사학위를 취득했으며 심리학과 사회학 학사 학위를 갖고 있다. 현재는 철학 학사 학위 과정을 밟는 중. 많은 통계적 사실과 배경지식의 소유자로 사건 해결의 단서가 될 만한 지식을 행동분석팀(Behavior Analysis Unit)에게 제공한다. 편부모 가정에서 자랐으며, 어머니가 정신질환으로 병원에 오래 입원해 있다.
- 제이제이 (Jennifer "JJ" Jareau, 배우 AJ 쿡) : 미디어 담당. 주로 언론에 대한 공보,통제를 담당한다. 숲으로 둘러싸인 작은 마을에서 자랐다. 축구로 대학 장학금까지 타기도 했다. 시즌 6 E02에서 행정부에 의해 워싱턴 D.C.로 강제 발령되어 팀과 이별하였으나, 시즌 6에서 프로파일러로 다시 합류하였다.
- 페넬로피 가르시아 (Penelope Garcia, 배우 커스틴 뱅스니스) : 정보담당. 평소 컴퓨터로 가득찬 어두운 방에 틀어박혀 팀원들이 원하는 정보를 인터넷 조회나 해킹으로 제공한다. 주말엔 피해자 가족들을 면담하는 봉사활동을 하고 있으며, 그로 인해 시즌 3 E09에선 총에 맞아 잠시 죽음의 문턱을 넘나들기도 했다. 누구보다 팀원들을 아끼며, 그러는 와중에 사적으로 권한을 이용하기도 해서 문제를 일으키기도 한다.
- 데이비드 로시(David Rossi, 배우 조 만테냐) : 이탈리아계 미국인. B.A.U.의 초창기 멤버. 10년 전 FBI에서 퇴직 후 범죄 전문가로서 집필, 초청 강의 등 여러 활동을 하다가 시즌 3 에피소드 06에서 행동분석팀(Behavior Analysis Unit)에 합류했다.
- 루크 엘비즈(Luke Alvez, 배우 애덤 로드리게스) : 시즌 12부터 새로 합류하게 된 탈옥범전담요원이다.

### 하차한 배역
- 제이슨 기디언 (Jason Gideon, 배우 맨디 패틴킨) : 행동분석팀(Behavior Analysis Unit)의 최고 프로파일러이다. 오래전, 폭탄을 가지고 있던 범인과 협상 도중 부하 6명을 죽게 만든 실수로 좌천되었다 다시 돌아온다. 그러나 시즌 2의 최종화에서 연쇄살인범의 손에 사랑했던 새라를 잃고 큰 절망감에 사로잡힌다. 그 이후 다시 일에 복귀하려 노력하지만 실패하고 여행을 떠난다. 시즌 10에서 결국 사망한 채 발견된다.
- 앨 그리너웨이 (Alle Greenaway, 배우 롤라 글로디니) : 행동분석팀(Behavior Analysis Unit)의 현장 요원이다. 시즌 1 최종화에서 쫓던 범인에게 총을 맞고 생명을 잃을 뻔했다. 정신적인 충격으로 시즌 2에선 용의자에게 총을 쏘게되어 행동분석팀을 그만두게 된다.
- 애슐리 시버(Ashley Seaver, 배우 레이철 니컬스) : 시즌 6에서 JJ와 교체되어 출연했다. 아버지가 연쇄살인마였던 아픈 기억이 있다.
- 알렉스 블레이크(Alex Blake, 배우 진 트리플혼) : 시즌 7에 에밀리 프렌티스 하차 후 시즌 8부터 합류한 언어학 전문가. 시즌 9 마지막회 에피소드에서 리드가 총에 맞으면서 과거의 상처가 드러나게 되고, 결국 BAU를 떠나게 된다. 하치에게 남긴 메시지는 시즌 10 초반에 다뤘다.
- 에런 하치너 (Aaron "Hotch" Hotchner, 배우 토머스 깁슨) : 팀장이다. 전직 검사였으며, 유머감각이 부족하고 자기 주장을 앞세우는 성격이라 가끔 팀원들과 마찰이 있다. 아내 헤일리와 갓낳은 아들 잭이 있었으나 이혼했다. 하지만 시즌 5 초반에 보스턴 리퍼에게 아내를 잃는다.
- 데릭 모건 (Derek Morgan, 배우 셰마 무어) : 강박성 범죄 전문 담당. 팀에서 제일 적극적이고 발로 뛰는 타입이다. ATF의 폭발물 처리반과 시카고 경찰로서의 경력을 가지고 있다. 소년시절, 동네 청소년 복지사에게 성추행을 당한 기억이 있다.

## 같이 보기
- 외전
  - 크리미널 마인드: 워싱턴 D.C.
  - 크리미널 마인드: 국제범죄수사팀